# Natalie West
Natalie West est une actrice américaine née le 23 janvier 1956 à Grand Forks, Dakota du Nord (États-Unis)

## Filmographie
- 1988-1995 : Roseanne : Crystal Conner
- 1989 : Do You Know the Muffin Man?
- 1993 : Darkness Before Dawn : Mrs. Guard
- 1995 : Bushwhacked : Mrs. Fishman
- 2004 : Life Sentence : Louise
- 2008 : The Poker House : Dolly